# Bassala Touré
 (janvier 2008).
Bassala Touré est un footballeur malien, né le 21 février 1976 à Bamako, Mali.
Il a notamment participé à plusieurs Coupes d'Afrique des nations avec l'équipe du Mali.
Il est le fils du footballeur Idrissa Touré et le frère d'Almamy Touré.

## Carrière
- 1993-1996 :  Kawkab de Marrakech
- 1996-1998 :  Al Arabi Koweït
- 1998-2003 :  Athinaïkós
- 2003-2005 :  AO Kerkyra
- 2005-2010 :  APO Levadiakos

## Sélections
- Cadet
- Junior
- Senior de 1992 à 2008 (105).